# Душок Валентина Іванівна
Валенти́на Іва́нівна Душо́к (нар. 6 серпня 1964, с. Деньги Золотоніського району Черкаської області) — українська журналістка. Заслужений журналіст України. Член Національної спілки журналістів України з 2002 року.

## Життєпис
Народилася в с. Деньги на Черкащині в родині службовців. Закінчила Київський державний інститут культури у 1986 році за спеціальністю бібліографія суспільно-політичної літератури і Академію державного управління при Президентові України у 1996 році.
Трудову діяльність розпочала 1982 року на посаді піонервожатої середньої школи № 15 у Черкасах. З 1986 по 1990 рік — секретар комітету комсомолу Черкаського технікуму торгівлі, далі — заввідділу в справах сім'ї та молоді Черкаської облдержадміністрації. З 1998 року — редактор, старший редактор, завідувач редакції Черкаської обласної державної телерадіокомпанії. З 2003 року — заступник генерального директора ОДТРК «Рось», згодом — перший заступник директора Філії ПАТ «НСТУ» «Черкаська регіональна дирекція» (з 2008). 
Директор Телерадіокомпанії «Ільдана» (Черкаси).
Живе в Черкасах. Одружена. Захоплення: подорожі.

## Творчість
Авторка й ведуча телепрограм «У фокусі подій», «Спільна справа», «Влада і громада», також авторка програм про літературні традиції Черкащини, про авторів та їхні досягнення.

## Громадська діяльність
Депутатка Черкаської міської ради (2014—2016). 
Секретар Національної спілки журналістів України (з грудня 2020 р.). Заступниця голови Черкаської обласної організації НСЖУ (з грудня 2017 р.). Керівниця Черкаського регіонального представництва Всеукраїнського благодійного фонду «Журналістська ініціатива», член Всеукраїнського автомобільного клубу журналістів. Від початку 2000-х років брала участь в організації та проведенні доброчинних акцій преси — міжнародних журналістських автопробігів «Дорога до Криму: проблеми та перспективи» (до 2008 року), «Пам'ять батьківського подвигу — в серцях наших» (2010), всеукраїнських семінарів для журналістів «Культура мови — культура нації», а також в організації всеукраїнських фестивалів телевізійних і радіопрограм «Кобзар єднає Україну» (2015—2017) та інших заходів, що проводилися спільно з Держкомтелерадіо України, Інститутом журналістики Київського національного університету імені Тараса Шевченка.

## Нагороди, відзнаки
- Почесне звання «Заслужений журналіст України» (2015)
- Почесна грамота Державного комітету телебачення і радіомовлення України (2021)[2]
- Подяка начальника Генерального штабу Збройних сил України (2023)[3]
- Подяка Голови Верховної Ради України (2023)[4]